# کریستین تیسیر

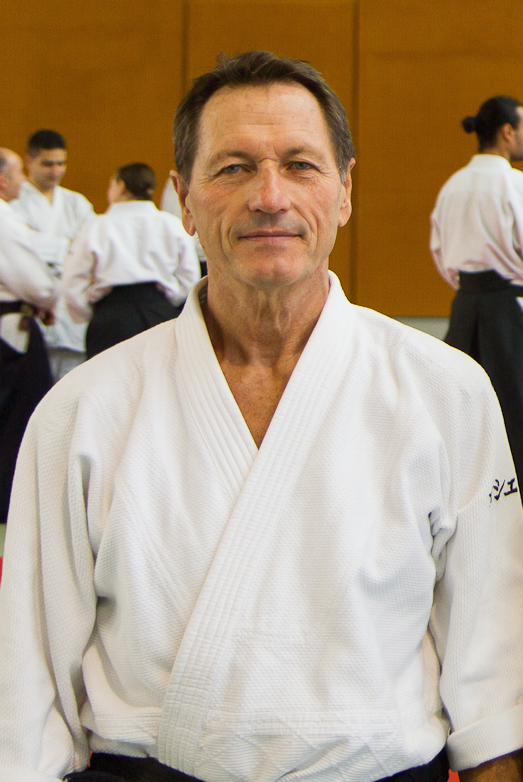

کریستین تیسیر (به فرانسوی: Christian Tissier) (متولد ۱۹۵۱ در پاریس) استاد آی‌کی‌دو است
یکی از بهترین افراد شناخته شده در هنر رزمی آی کی دو در سر تا سر اروپا می‌باشد. او تمرینات آی کی دو را از سال ۱۹۶۲ یعنی زمانی که ۱۲ سال داشت را آغاز کرد. تمریناتش را زیر نظر استاد موتسورو ناکازونو (Mutsuro Nakazono) در پاریس فرا گرفت. در سال ۱۹۶۹ به توکیو رفت و مدت ۷ سال در آنجا آموزش دید. او دان ۷ خود را در سال ۱۹۹۸ و دان ٨ خود را در ٢٠١٦ دریافت کرد.

## شاگردان
بُرنو گونزالس،میشل ارب،جواد رمزانی، بابک افراسیابی